# لين غولدستاين
لين غولدستاين (بالإنجليزية: Lynne Goldstein)‏ هي عالمة آثار أمريكية، ولدت في 18 سبتمبر 1953.